# Fabrizio del Monte
Fabrizio del Monte (* 5. Dezember 1980 in Latina) ist ein italienischer Automobilrennfahrer.
Del Monte fuhr drei Saisons in der Formel 3000, bevor er 2005 drei Rennen in der Champ-Car-Serie bestritt.
2006 wurde er vom Formel-1-Team Midland F1 als Testfahrer verpflichtet. Del Monte hätte auch Freitagseinsätze bestreiten sollen, doch kamen diese nicht zustande. 
| Personendaten    | Personendaten                     |
| ---------------- | --------------------------------- |
| NAME             | Monte, Fabrizio del               |
| KURZBESCHREIBUNG | italienischer Automobilrennfahrer |
| GEBURTSDATUM     | 5. Dezember 1980                  |
| GEBURTSORT       | Latina, Italien                   |